# Vườn quốc gia Khẩn Đinh
Vườn quốc gia Khẩn Đinh (tiếng Trung: 墾丁國家公園; Hán-Việt: Khẩn Đinh Quốc gia Công viên; bính âm: Kěndīng Gúojiā Gōngyuán) thường được gọi là Khẩn Đinh (tiếng Trung: 墾丁; bính âm: Kěndīng) là một vườn quốc gia nằm trên bán đảo Hằng Xuân thuộc huyện Bình Đông, Đài Loan. Nó thuộc các trấn Hằng Xuân, Xa Thành, Mãn Châu. Được thành lập vào ngày 1 tháng 1 năm 1984, nó là vườn quốc gia lâu đời nhất và nằm ở cực nam của Đài Loan, bao gồm khu vực tự nhiên của cực nam đảo Đài Loan và Eo biển Ba Sĩ. Quản lý bởi Bộ Nội chính thuộc Hành chính viện, vườn quốc gia này nổi tiếng với khí hậu nhiệt đới và đầy nắng, quang cảnh núi non tuyệt đẹp và bãi biển. Từ lâu, vườn quốc gia đã là điểm đến du lịch nổi tiếng nhất tại Đài Loan với 5,84 triệu lượt khách ghé thăm trong năm 2016.

## Địa lý
Vườn quốc gia có tổng diện tích 333 kilômét vuông (129 dặm vuông Anh), trong đó 181 kilômét vuông (70 dặm vuông Anh) là khu vực đất liền và 152 kilômét vuông (59 dặm vuông Anh) khu vực biển. Vịnh Nam (南灣) và Hương Tiêu được bao quanh bởi Thái Bình Dương, eo biển Đài Loan và eo biển Luzon. Vườn quốc gia nằm cách thành phố Cao Hùng 90 km (56 dặm), và Đài Nam 140 km (87 dặm).
Cảnh quan tự nhiên của vườn quốc gia chia thành hai phần, đồng bằng thung lũng dài và hẹp Hằng Xuân kéo dài từ bắc xuống nam, trong khi vách đá san hô và các rạn san hô dọc theo bờ biển phía tây. Vườn quốc gia có một loạt các ngọn núi cao ở phía bắc, các đá san hô và đồi thấp ở phía nam. Vùng đồng bằng hình thành bởi các thung lũng đứt đoạn, là nơi có hồ Long Loan là hồ nước lớn nhất Đài Loan và các hang động đá vôi ở phía đông.
Vườn quốc gia có khí hậu nhiệt đới, với thời tiết ấm áp cho đến nắng nóng quanh năm, được phân loại là Khí hậu nhiệt đới gió mùa.

## Động thực vật
Vườn quốc gia là nơi có sự đa dạng sinh học trên cạn với 15 loài thú, 310 loài chim, 59 loài bò sát và lưỡng cư, 21 loài cá nước ngọt, 216 loài bướm cùng nhiều loài côn trùng khác nhau.
Vườn quốc gia là nơi có công viên Nga Loan nằm tại Mũi Nga Loan, là điểm cực nam của đảo Đài Loan. Trong khi đó, khu bảo tồn thiên nhiên Long Khanh bảo vệ các rạn san hô và rừng nguyên sinh của vịnh Hương Tiêu và bán đảo Hằng Xuân. Vườn quốc gia là nơi có 26 loài cua cạn, khiến cho nó là nơi có mức độ đa dạng sinh học các loài cua cạn cao nhất trong một khu vực.
Các dòng biển chảy qua vườn quốc gia cung cấp nguồn thức ăn cho các loài chim biển; rùa biển, trong đó có nhiều loài đang bị đe dọa.; các loài cá mập như cá mập bò, cá mập voi và một số loài Cá voi. Khu vực từng là nơi có rất đông đúc số lượng loài cá nhà táng và Cá voi sừng tấm, đặc biệt là những con Cá voi lưng gù di cư tới vinh Nam và Hương Tiêu. Khoảng thời gian Đài Loan thuộc Nhật, các loài cá voi bị săn bắt khiến chúng suy giảm nghiêm trọng, một số loài thậm chí đã biến mất. Ngày nay, có rất ít các loài cá voi di cư liên tục tới khu vực biển dọc bán đảo Hằng Xuân và các vùng biển của vườn quốc gia Khẩn Đinh. Loài Cá cúi được cho là đã tuyệt chủng tại Đài Loan, những báo cáo gần đây nhất về chúng tại vùng biển Đài Loan là từ những năm 50 và 60 của thế kỷ 20.

## Hải đăng
Hải đăng Mũi Nga Loan (鵝鑾鼻燈塔) được hoàn thành vào năm 1883 theo yêu cầu từ chính phủ Mỹ và Nhật Bản với Trung Quốc, sau khi xảy ra một số số vụ đắm tàu vào những năm 1860. Quân đội Trung Quốc được điều động đến để bảo vệ ngọn hải đăng trước các cuộc tấn công của các bộ lạc địa phương trong quá trình xây dựng. Ngọn hải đăng được bao quanh bởi một pháo đài với các khẩu pháo và một hào bảo vệ. Đây là một trong những ví dụ hiếm hoi trên thế giới về một ngọn hải đăng được gia cố phòng thủ. Ngọn tháp chính có chiều cao là 21,4 mét (70 ft) và đèn hiệu cao 56,4 mét (185 ft) trên mực nước thủy triều dâng. Ánh sáng nháy sau mỗi 10 giây và phạm vi của nó là 27,2 hải lý (50,4 km).

## Hình ảnh

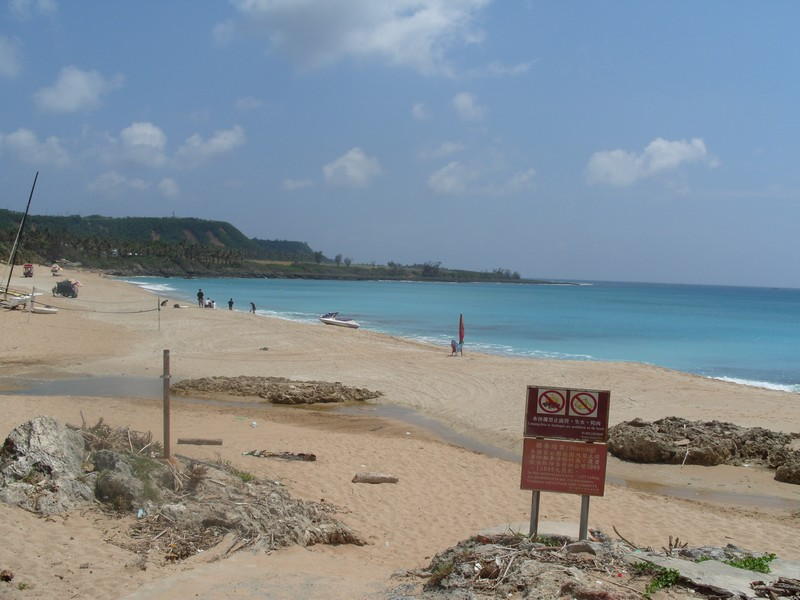
Một bãi biển khác ở Khẩn Đinh
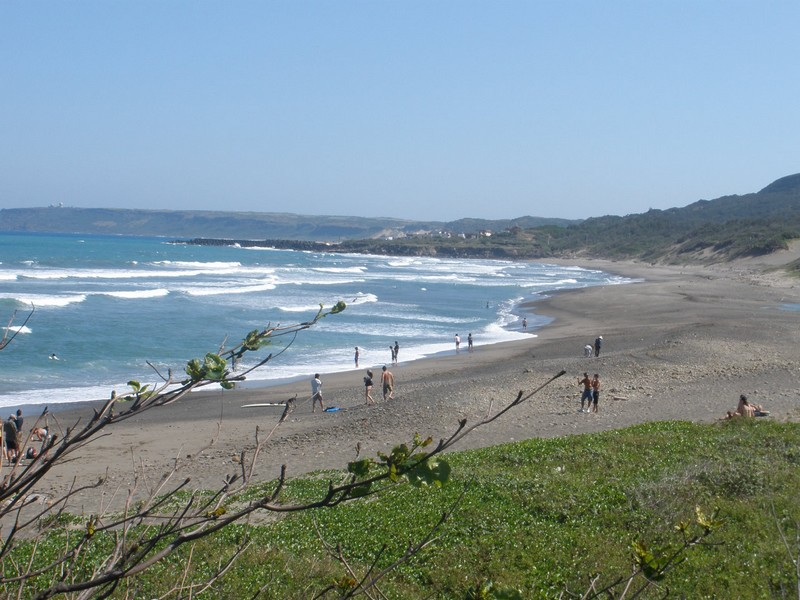
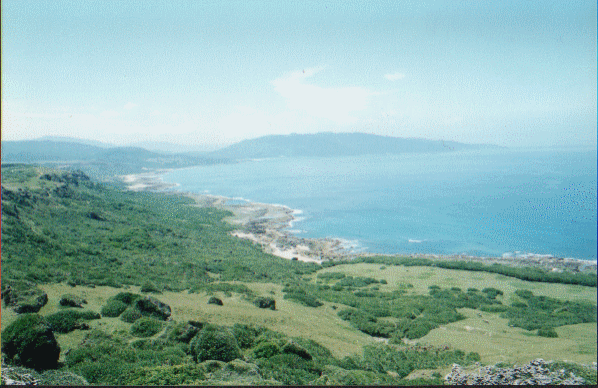
Bờ biển phía đông
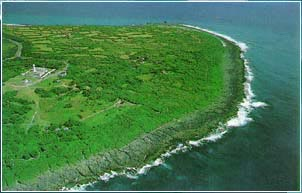
Mũi Nga Loan
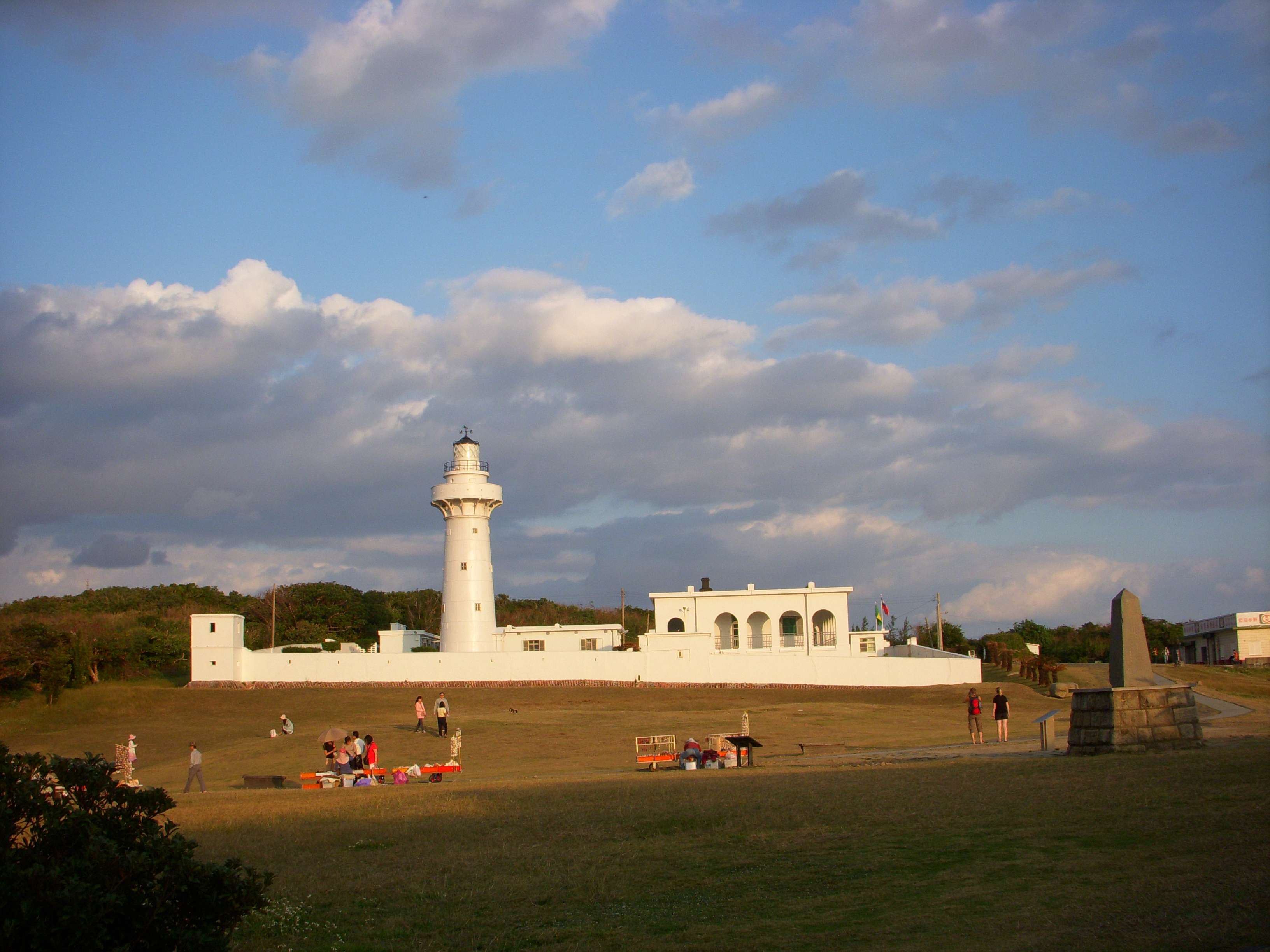
Hải đăng Nga Loan
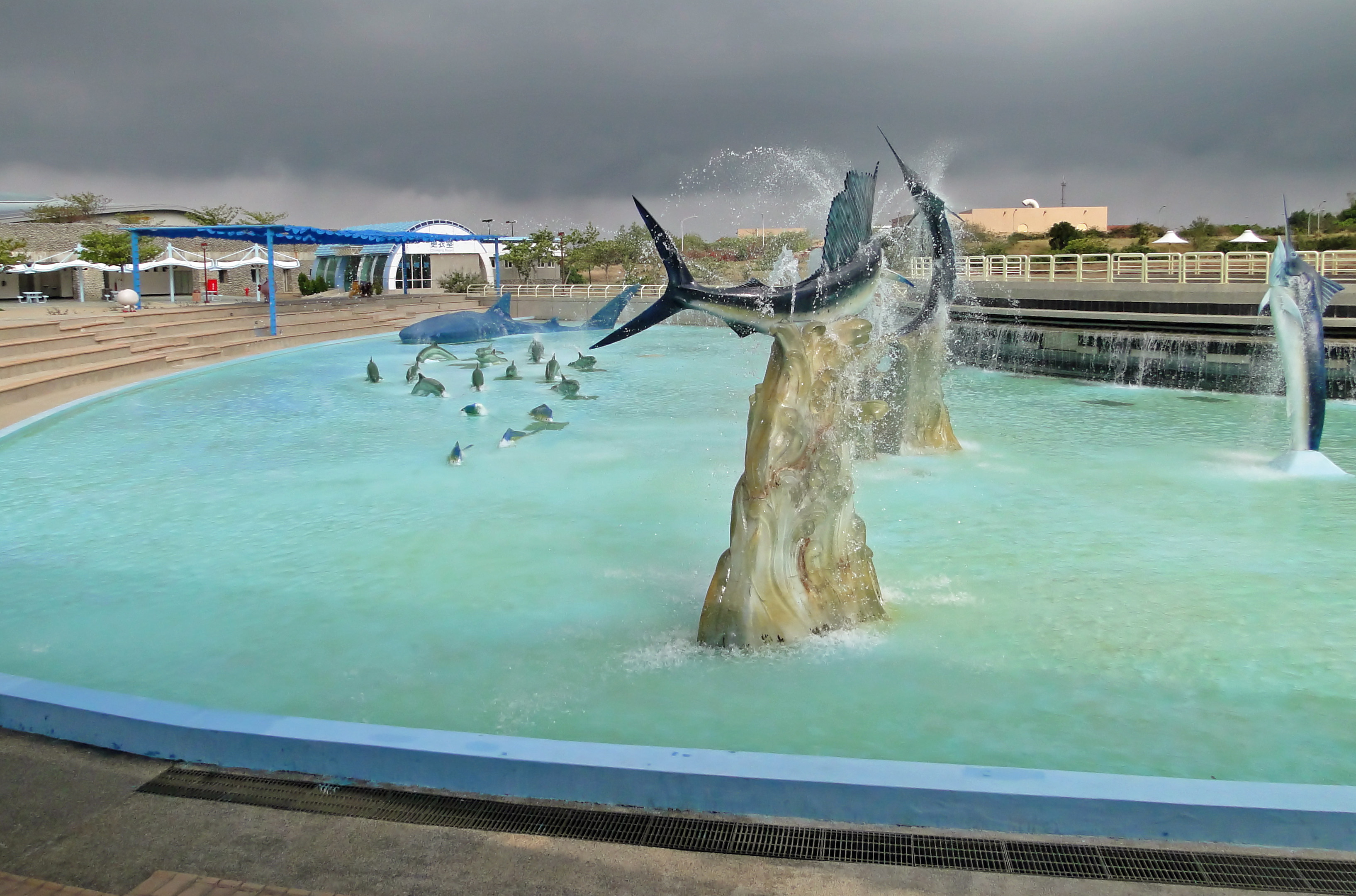
Bảo tàng Sinh vật Biển và Thủy cung Quốc gia Đài Loan